# Harald Elldin
Harald Elldin (i riksdagen kallad Elldin i Färnebol), född 18 juli 1892 i Stockholm, död 1968, var en svensk folkbildare.
Harald Elldin var son till tullvaktmästaren A G Elldin och Maria Häggblad. Efter studentexamen 1911 tog han folkskollärarexamen 1913. Han bedrev också universitetsstudier i Stockholm och Uppsala 1918-20. Han arbetade som folkskollärare 1911-12 samt 1914-17. Därefter var han den förste chefen för Kooperativa förbundets studieavdelning med korrespondensskola 1918-59 samt tillika rektor för Vår Gård 1924-59.
Han representerade Värmlands läns valkrets i riksdagen 1920 och skrev en egen motion i riksdagen om höjt anslag till populärvetenskapliga föreläsningar.
Harald Elldin var ordförande för Samverkande bilningsförbunden 1936-58 och för Arbetarnas bildningsförbund 1938-48.
År 1919 gifte han sig med Margit Sjögren (1895-?) och var far till Anders Elldin.